# Liste der Monuments historiques in Dompierre-sur-Yon
Die Liste der Monuments historiques in Dompierre-sur-Yon führt die Monuments historiques in der französischen Gemeinde Dompierre-sur-Yon auf.

## Liste der Bauwerke
| Bezeichnung                     | Beschreibung | Standort | Kennzeichnung | Schutzstatus | Datum | Bild |
| ------------------------------- | ------------ | -------- | ------------- | ------------ | ----- | ---- |
| Château de la Haute-Braconnière | Erbaut 1602  | (Lage)   | PA85000039    | Inscrit      | 2010  |      |

## Liste der Objekte
- Monuments historiques (Objekte) in Dompierre-sur-Yon in der Base Palissy des französischen Kultusministeriums